# 中村まり子
中村 まり子（なかむら まりこ、1953年6月7日 - ）は、日本の女優、翻訳家、演出家、劇作家。本名は中村真里子。東京都出身。父は俳優の中村伸郎。姉は女優の井出みな子。パリでベラ・レーヌ、ニコラ・バタイユに師事。 特技はフランス語会話、翻訳。フランス語検定2級。1980年より個人演劇ユニット「パニック・シアター」を主宰。

## 来歴・人物
文化学院大学部仏文科中退。三島由紀夫が主宰した浪曼劇場の『サロメ』（1969年入団）で初舞台を踏み、劇団雲入団、1972年にパリへ渡るとユシェット座のベラ・レーヌ演技教室で指導を受け、帰国後、フリーとして活動。父・伸郎と共に渋谷ジァン・ジァン金曜夜10時劇場で、超ロングラン公演『授業』（1951年イヨネスコ作）に出演。伸郎が老齢を理由に出演を辞退し、仲谷昇がその役を引き継いだ後も公演を続け、1987年の最後の舞台まで、15年間参加した。イヨネスコの前で『禿の女歌手』を演じ、褒められた。
また劇作家、演出家、戯曲の翻訳家としても活動している。俳優養成所パフォーミング・アカデミー講師として後進を指導。

## 受賞
中村まり子翻訳・演出による『ラスト・シーン』『ラウルの足あと』上演の成果によってパニック・シアターは2007年度湯浅芳子賞・戯曲上演部門賞を受賞。ウジェーヌ・イヨネスコ作『まくべっと』の翻訳で、2013年度小田島雄志・翻訳戯曲賞を受けた。

## 出演作品

### 映画
- 野獣狩り（1973年）
- 悪魔の部屋（1982年）
- お葬式（1984年）
- テラ戦士ΨBOY（1985年）
- あげまん（1990年）
- 12人の優しい日本人（1991年）
- 落語娘（2008年）
- 人間の砂漠

### 舞台
- 地球は丸い
- ラウルの足あと
- サロメ
- 天保十二年のシェイクスピア
- 新・道元の冒険
- ミュージカル紅葉乱舞車達引 (もみじまうくるまのたてひき)：劇団動物園公演 (観世栄夫演出)
- 調理場
- 電話劇場
- 旅立ち
- 二階の女
- ホットフラッシュバック
- フェアウェル
- 現代・娘へんろ紀行
- トップ・ガールズ
- ル・バル
- もしもし母さん
- フツーの生活・長崎編
- まくべっと
- 相寄る魂 南青山MANDARAマンダラ 1年間ギィ・フォワシィ連続上演

### テレビドラマ
- 火曜日の女シリーズ / 蒼いけものたち（1970年、NTV / 東宝）
- 花は花よめ（1971年、NTV）
- 大空港 第65話「激突! 赤いビーナス奪回作戦」（1979年、CX/松竹） - トルコ嬢
- ドラマ人間模様 / 続・続 事件 月の景色（1980年、NHK）
- 警視-K 第3話「自白への道」（1980年、NTV
- 噂の刑事トミーとマツ 第28話「トミーびっくり、マツの変身」（1980年、TBS/大映テレビ） - ナース
- 想い出づくり。（1981年、TBS）
- 陽あたり良好!（1982年、NTV）
- 火曜サスペンス劇場 （NTV）
  - 狙われた美人キャスター（1983年）
  - 青い薔薇殺人事件（1993年）
- 気分は名探偵 第2話「小さな依頼人」（1984年、NTV）
- 月曜ワイド劇場 / 今、いじめが爆発する!（1985年、ANB）
- 誇りの報酬 第35話「ビックマグナムは眠らない」（1986年、NTV/東宝） - 中学校教諭
- 松本清張サスペンス・見送って（1986年、KTV）
- どうぶつ通り夢ランド 第24話「野生は初恋の味! 失恋は愛のあかし センターは今、恋模様」（1987年、ANB）
- 西村京太郎サスペンス / 午後九時の目撃者（1990年、KTV）
- 土曜ワイド劇場 （ANB）
  - 越後親不知 死を招くファインダー（1991年）
  - 私兵刑事 トリカブト殺人の謎（1993年） - 及川みどり
- 愛という名のもとに 第2話「夢を追って」（1992年、CX）
- 晴れ着、ここ一番 第8話「恋の始まり」（2000年、NHK）
- のだめカンタービレ 第9話・10話（2006年、CX）

### 吹き替え
- Dr.Tと女たち
- わが教え子、ヒトラー（2008年） - エルザ・グリュンバウム
- 私はラブ・リーガル（2010年、WOWOW） -ボビー・ドブキンズ

## 主な翻訳 (戯曲)
- イヨネスコ作『まくべっと』[10]
- イヨネスコ作『犀』[1]。